# ATK (klub piłkarski)
ATK FC (hindi परटीक फ़ुटबाल संघ, ang. ATK Football Club) – indyjski klub piłkarski, mający siedzibę w mieście Kolkata w stanie Bengal Zachodni, w północno-wschodniej części kraju, grający w latach 2014–2020 w rozgrywkach Indian Super League.

## Historia
Chronologia nazw:
- 2014: Club Atlético de Kolkata
- 2017: ATK Football Club
- 2020: sekcja piłkarska rozwiązana – po fuzji z Mohun Bagan FC

Klub sportowy Atlético de Kolkata został założony w miejscowości Kolkata 7 maja 2014 roku. Będąc jedną z franczyz Indian Super League, nazwa zespołu została wybrana ze względu na hiszpańską drużynę Atlético de Madrid, która wniosła do klubu swoje know-how ze względu na sportowy, ale także komercyjny i ekonomiczny rozwój. Po tym, jak na początku 2014 roku narodowa federacja piłki nożnej w Indiach ogłosiła o powstaniu Indian Super League, nastąpiła decyzja o założeniu klubu. 12 października 2014 roku drużyna rozpoczęła inauguracyjny sezon Superligi wygrywając 3:0 z Mumbai City FC na stadionie Salt Lake w Kalkucie. Rozgrywki ligowe zespół zakończył na trzeciej pozycji, awansując do serii play-off. W finale zwyciężył 1:0 Kerala Blasters FC i zdobył pierwsze mistrzostwo Indian Super League. W sezonie 2015 w lidze został wicemistrzem, a na etapie play-off półfinalistą. W 2016 ponownie został mistrzem Superligi.
W 2017 roku, po uniezależnieniu się od Atlético Madryt, zmienił nazwę na ATK FC. W 2020 roku zespół zdobył trzeci tytuł mistrza Superligi.
16 stycznia 2020 roku RP-Sanjiv Goenka Group (właściciel klubu ATK), Sourav Ganguly i Utsav Parekh wspólnie kupili 80% udziałów sekcji piłkarskiej Mohun Bagan FC oraz markę i prawa piłkarskie do Mohun Bagan Football Club (India) Pvt. Został utworzony nowy połączony klub piłkarski pod nazwą ATK Mohun Bagan FC. Nowy podmiot korporacyjny został uruchomiony 10 lipca po miesięcznym opóźnieniu spowodowanym pandemią i uczestniczył w rejestracji IFA spółki Mohun Bagan Football Club (India) Pvt. Sp. z o.o.

## Barwy klubowe, strój, herb, hymn
|  |  |  |

Klub ma barwy czerwono-biało-niebieskie. Piłkarze domowe spotkania zazwyczaj grają w czerwonych koszulkach z pionowymi białymi pasami, niebieskich spodenkach oraz czerwonych getrach.

## Sukcesy

### Trofea międzynarodowe
Do 2020 klub jeszcze nigdy nie zakwalifikował się do rozgrywek międzynarodowych.

### Trofea krajowe
| \| \| Zdobyte trofea w rozgrywkach Indii (stan na: 31-05-2022) \| |                                                          |      |                     |
| Rozgrywki                                                         | Osiągnięcie                                              | Razy | Sezon(y)            |
| Mistrzostwo                                                       | I miejsce                                                | 3    | 2014, 2016, 2019/20 |
| Mistrzostwo                                                       | II miejsce                                               | 1    | 2015 (półfinalista) |
| Mistrzostwo                                                       | III miejsce                                              | 0    |                     |
| Puchar                                                            | zdobywca                                                 | 0    |                     |
| Puchar                                                            | finalista                                                | 0    |                     |
| Puchar                                                            | półfinalista                                             | 1    | 2019                |
| II liga                                                           | I miejsce                                                | 0    |                     |
| II liga                                                           | II miejsce                                               | 0    |                     |
| II liga                                                           | III miejsce                                              | 0    |                     |
| Indie                                                             | Zdobyte trofea w rozgrywkach Indii (stan na: 31-05-2022) |      |                     |

## Piłkarze, trenerzy, prezydenci i właściciele klubu

### Piłkarze

#### Aktualny skład zespołu
| Nr | Poz. | Piłkarz                 |
| -- | ---- | ----------------------- |
| 1  | BR   | Subhasish Roy Chowdhury |
| 25 | BR   | Apoula Edel             |
|    | BR   | Basilio Sancho Agudo    |
| 5  | OB   | Arnab Mondal            |
| 2  | OB   | Biswajit Saha           |
| 12 | OB   | Denzil Franco           |
| 4  | OB   | Kingshuk Debnath        |
|    | OB   | Nallappan Mohanraj      |
| 26 | OB   | Sylvain Monsoreau       |
| 17 | OB   | Josemi                  |
|    | PO   | Cavin Lobo              |
|    | PO   | Lester Fernandez        |
|    | PO   | Climax Lawrence         |

| Nr | Poz. | Piłkarz          |
| -- | ---- | ---------------- |
|    | PO   | Rakesh Masih     |
| 15 | PO   | Sanju Pradhan    |
| 23 | PO   | Ofentse Nato     |
|    | PO   | Mamunul Islam    |
| 11 | PO   | Jofre Mateu      |
| 21 | PO   | Jakub Podaný     |
| 10 | PO   | Luis García      |
| 8  | PO   | Borja Fernández  |
| 6  | NA   | Baljit Sahni     |
| 14 | NA   | Mohammed Rafi    |
|    | NA   | Mohammed Rafique |
| 24 | NA   | Arnal Llibert    |
| 9  | NA   | Fikru Tefera     |

## Struktura klubu

### Stadion
Klub piłkarski rozgrywa swoje mecze domowe na stadionie Salt Lake Stadium w Kolkacie, który może pomieścić 85.000 widzów.

## Rywalizacja z innymi klubami

### Derby
- East Bengal Club
- Mohammedan SC (Kolkata)